# April Flores
Pour les articles homonymes, voir April et Flores.
April Flores est une mannequin grande taille et actrice de films pornographiques américaine, née le 30 avril 1976 à Los Angeles en Californie.

## Filmographie
- 2005 : Evil Pink 2
- 2008 : Voluptuous Biker Babes
- 2008 : Morphine
- 2008 : Kiss Attack
- 2008 : Dark Meat 3
- 2008 : Waist Watchers 4
- 2009 : Belladonna's Toy Box
- 2009 : Live in My Secrets
- 2009 : The Dr. Susan Block Show (en) (série télévisée)
- 2009 : Foot Soldiers 2
- 2009 : Strapped Dykes
- 2010 : Rough Sex #2
- 2010 : Turbo Rock
- 2010 : Alice : la Reine de Cœur
- 2011 : Roulette Toronto
- 2012 : Fuckstyles of the Queer and Famous
- 2013 : Mystery World
- 2014 : Marshmallow Girls: BBW Idol April Flores
- 2014 : Fucking Mystic
- 2015 : Marshmallow Girls 2
- 2015 : Curvy Chicks Love Dicks
- 2015 : Divine Bitches (série télévisée)
- 2015 : Marshmallow Girls 4

## Récompenses

### Distinctions
- AVN Award
- Feminist Porn Award